# Sibon miskitus
Sibon miskitus là một loài rắn trong họ Rắn nước. Loài này được Mccranie mô tả khoa học đầu tiên năm 2006.